# Kernen im Remstal
Pour les articles homonymes, voir Kernen.
Kernen im Remstal est une commune de Bade-Wurtemberg (Allemagne), située dans l'arrondissement de Rems-Murr, dans la région de Stuttgart, dans le district de Stuttgart.

## Personnalités liées à la ville
- Karl Mauch (1837-1875), géologue né à Kernen im Remstal.
- Otto Pfleiderer (1839-1908), théologien né à Stetten im Remstal.
- Immanuel Herrmann (1870–1945), théologien, ingénieur et homme politique né à Rommelshausen.
- Jörg Schlaich (1934-2021), ingénieur né à Kernen im Remstal.
- Klaus Schlaich (1937-2005), juriste né à Kernen im Remstal.